# John Scott (industriel écossais)
John Scott (5 septembre 1830-19 mai 1903) est un industriel écossais, spécialisé dans la construction navale.